# Atractodes foveoclypeatus
Atractodes foveoclypeatus är en stekelart som beskrevs av Jussila 2001. Atractodes foveoclypeatus ingår i släktet Atractodes och familjen brokparasitsteklar. Inga underarter finns listade.